# Lars Bastian
Lars Bastian (* 20. Juli 1986 in Flensburg) ist ein ehemaliger deutscher Handballspieler.

## Karriere
Bastian begann das Handballspielen beim TSV Nord Harrislee. Im Jahr 1999 schloss sich der Außenspieler der SG Flensburg-Handewitt an. In Flensburg spielte Bastian anfangs im Jugendbereich und anschließend in der 2. Herrenmannschaft. Hin und wieder wirkte er in der Bundesligamannschaft mit. In der Saison 2011/12 gehörte Bastian der gesamten Saison dem Kader der Bundesligamannschaft an. Mit der SG gewann er 2012 den Europapokal der Pokalsieger. Ab 2012 ging Bastian für den Zweitligisten SV Henstedt-Ulzburg auf Torejagd. Im Sommer 2014 wechselte er zum HC Elbflorenz. Nach dem Aufstieg des HC Elbflorenz in die 2. Handball-Bundesliga im Mai 2017 beendete Bastian seine aktive Handball-Karriere. Sein letztes Heimspiel war am 29. Spieltag gegen die SG LVB Leipzig, bei dem er zwei Tore vom Siebenmeterpunkt verwandelte. HC Elbflorenz konnte das Spiel für sich entscheiden, was die Dresdner zum vorzeitigen Meister machte. Im Februar 2018 wurde Bastian vom Oberligisten HSG Ostsee N/G reaktiviert, für den er bis zum Saisonende 2017/18 aktiv war.